# 혼다 세이지
혼다 세이지(일본어: 本田 征治, 1976년 2월 25일 ~ )는 일본의 전 축구 선수이다.

## 구단 경력
과거 나고야 그램퍼스 에이트, 벨마레 히라쓰카, 비셀 고베, 더스파 구사쓰에서 활동하였다.

## 국가대표팀 경력
그는 1995년 FIFA 세계 청소년 축구 선수권 대회에 참가할 일본 U-20 국가대표팀에 발탁되었으며, 2경기에 출전했다.